# ميساكي إيتو
ميساكي إيتو (باليابانية: 伊東美咲) هي عارضة وممثلة يابانية، ولدت في 26 مايو 1977 في اليابان.

## أعمال

### أفلام
- (2002)  الحقد

## وصلات خارجية
- ميساكي إيتو على موقع IMDb (الإنجليزية)
- ميساكي إيتو على موقع قاعدة بيانات الفيلم (الإنجليزية)